# Báruè
Báruè es un distrito de la provincia de Manica, en Mozambique, con una población censada en agosto de 2017 de 185 179 habitantes.
Se encuentra ubicado en el centro-oeste del país, junto a la frontera con República de Zimbabue, cerca del monte Binga y del curso alto del río Pungwe.